# هوانغ جينغ (سياسي)
هوانغ جينغ (بالصينية: 黄敬) هو سياسي صيني، ولد في 1912 في الصين، وتوفي في 10 فبراير 1958 في نفس البلد. حزبياً، نشط في الحزب الشيوعي الصيني.